# Lijst van kerken in Ede
Deze lijst van kerken in Ede toont het merendeel van de kerkgenootschappen in de Gelderse plaats Ede.

## Hervormd
| Oude Kerk                                       |
| Nieuwe Kerk                                     |
| Sionkerk                                        |
| Bethelkerk                                      |
| De Ark                                          |
| Kleopasgemeente in het Kerkelijk Centrum Emmaüs |
| Bethanië (Verzorgingshuis)                      |
| Taborkerk                                       |

### Hersteld Hervormd
| Zuiderkerk |

## Gereformeerd
| Beatrixkerk (Ede)                                  |
| Elim - Gereformeerde Kerken                        |
| Ontmoetingskerk - Nederlandse Gereformeerde Kerken |
| De Tabernakel - Christelijk Gereformeerde Kerk     |
| NGK de Proosdij (Nederlandse Gereformeerde Kerk)   |
| NGK de Pelgrim (Nederlandse Gereformeerde Kerk)    |
| Petrakerk - Gereformeerde Gemeente                 |
| Oud-gereformeerde Gemeente (Schaapsweg)            |

## Rooms-katholiek
| St. Anthonius van Paduakerk - Parochie Z. Titus Brandsma |

## Baptisten
| Goede Herderkerk (Baptistengemeente Op Doortocht) |
| Siloam                                            |

## Protestantse Kerk
| Protestantse Wijkgemeente De Open Hof (Protestantse Kerk in Nederland) |

## Overig christelijk
| Leger des Heils (De Akker)                  |                |
| Kerk in de Gelderhorst                      |                |
| Kerk in het Ziekenhuis Gelderse Vallei      |                |
| De Hartenberg - 's Heeren Loo               |                |
| Kerkelijk Centrum Emmaüs                    |                |
| Evangelisch-Lutherse Kerk                   |                |
| Het Apostolisch Genootschap                 |                |
| Nieuw-Apostolische kerk                     |                |
| De Sabbatvierende Gemeente                  |                |
| De Schuilplaats Ede                         |                |
| Christengemeente Hope (House of Praise Ede) |                |
| Eldad community (pinkstergemeente)          | Marnix College |
| Evangelische Gemeente Jonah                 |                |
| Evangelische Gemeente De Deur               |                |
| Christengemeente Ede                        |                |
| Basisgemeenschap Exodus                     |                |
| Connectkerk Ede                             |                |
| Vergadering van Gelovigen Ede               |                |

## Voormalig kerkgebouw
| Noorderkerk (Ede)                                         |
| Voormalige Christelijk Gereformeerde Kerk aan de Driehoek |
| Gebouw aan de Ericalaan te Ede, Ericakerk                 |
| Gebouw aan de Bettekamp                                   |